# Ingeniería biotecnológica
La ingeniería biotecnológica es una rama de la ingeniería que combina los conocimientos de varias áreas como la química, la biología, la microbiología, la bioquímica, la genética, la bioinformática y la ingeniería, para desarrollar nuevos productos, soluciones y tecnologías a partir de los organismos vivos o sus componentes. Abarcando áreas como la ingeniería en bioprocesos, la ingeniería bioquímica y la ingeniería genética, esta rama de la ingeniería se ocupa de la aplicación tecnológica de los sistemas biológicos y organismos vivos o sus derivados para la creación o modificación de productos o procesos para un uso específico y también en el área de investigación y desarrollo en sectores como el farmacéutico, ambiental, energético, industrial y agroalimentario. Para ello, la ingeniería biotecnológica hace uso de las ciencias naturales (como la química, la biología y la física), las matemáticas y otras disciplinas especializadas que son resultado de la combinación de estas; por ejemplo, la bioquímica, la bioingeniería y la biotecnología). En España, es una especialización de la biotecnología, mientras que en algunos países hispanoamericanos es una licenciatura, es decir, una carrera de pregrado.Por ejemplo, particularmente en Argentina, se dicta la carrera de Ingeniería en Biotecnología, carrera de grado  en la Universidad Nacional de Rio Negro.. Otro ejemplo en Perú en la Universidad Católica de Santa María (UCSM) y en México en el Tecnológico de Monterrey (Tec).

## Aplicaciones[citarequerida]
Esta es denominada la carrera del futuro por sus múltiples aplicaciones, además porque usa tecnologías que parecen sacadas de la ciencia ficción, principalmente se centra en la búsqueda de un mundo libre de enfermedades, sin escasez de alimento y libre de contaminación, enmarcado en las funciones de investigación y producción en las áreas de Biotecnología Industrial, Biotecnología Médica, Biotecnología Animal, Biotecnología Vegetal, Biotecnología Alimentaria, Biotecnología Ambiental, Biotecnología Dorada y Biotecnología Acuática. Sin estos profesionales, nuestra realidad sería muy diferente: muchas de las enfermedades del mundo seguirían siendo intratables y nuestro acceso ridículamente fácil a alimentos frescos o medicamentos como la insulina sin duda se verían restringidos, quizás de forma espectacular. Al descubrir y aplicar nuevos productos biotecnológicos a los problemas que enfrentamos, estos ingenieros ayudan a mejorar día a día nuestras vidas.

## Ramas[citarequerida]
Biotecnología Médica (Roja): Se encarga de desarrollar productos y tratamientos que mejoren la salud humana. Su objetivo es aplicar los avances biológicos para prevenir, diagnosticar, tratar enfermedades y mejorar la calidad de vida de las personas. Se encarga de producir vacunas, terapias génicas, anticuerpos monoclonales, diagnóstico molecular, pruebas de paternidad, producción de proteínas terapéuticas, nuevos tejidos, biofármacos, etc.
Biotecnología Alimentaria (Amarilla): Se encarga de producir alimentos, enfocándose en el aprovechamiento de organismos vivos, como microorganismos, plantas y animales, para mejorar la producción, conservación y calidad de los productos alimenticios. Se encarga de producir alimentos fermentados como cerveza, vino, yogur, pan, etc. Y adicción de probióticos, enzimas digestivas, vitaminas o antioxidantes a los alimentos, etc.
Biotecnología Verde (Vegetal): Se encarga de mejorar las plantas y los cultivos para la agricultura. Su objetivo es optimizar la producción agrícola de manera más eficiente, sostenible y con mayores beneficios para el medio ambiente y la sociedad. Se encarga de la mejora genética de plantas, el uso de organismos vivos para el desarrollo de nuevos productos agrícolas, la fabricación de biofertilizantes, usar microorganismos para mejorar la eficiencia de los cultivos, etc.
Biotecnología Acuática (Azul): Se encarga en aprovechar los recursos biológicos de los océanos, mares, ríos y lagos, y se centra en la explotación sostenible de los organismos marinos y acuáticos. Promueve el uso responsable y sostenible de los recursos acuáticos, lo que contribuye a la conservación de los ecosistemas marinos.
Biotecnología Ambiental (Gris): Se enfoca en el empleo de organismos, como bacterias, hongos, plantas y otros organismos, para tratar y resolver problemas medioambientales, especialmente aquellos relacionados con la contaminación y la gestión de residuos, buscando formas de eliminar los distintos tipos de contaminación. Se encarga de la biorremediación, tratamiento de aguas residuales, gestión de residuos sólidos, biodegradación de plásticos, extracción de metales en la minería por biolixiviación, etc.
Biotecnología Industrial (Blanca): Se enfoca en la industria para la producción a gran escala de diversos productos mediante la aplicación de organismos vivos, como microorganismos o enzimas, para llevar a cabo transformaciones químicas o biológicas. Se encarga de producir enzimas industriales, bioenergía, biocombustibles, productos químicos, cosméticos, limpiadores (como detergentes), etc.
Biotecnología Animal (Marrón): Se centra en la aplicación de técnicas biotecnológicas para mejorar la salud, la productividad y las características de los animales, así como para obtener productos derivados de ellos de manera más eficiente y sostenible. Se encarga de los animales transgéneros, la cría selectiva, la clonación de animales, la fecundación in vitro, etc.
Biotecnología Dorada: Utiliza la bioinformática y herramientas computacionales para analizar y manejar grandes volúmenes de datos biológicos, como secuencias de ADN, ARN y proteínas, para obtener insights más precisos y rápidos, con el fin de analizar grandes cantidades de datos biológicos en menor tiempo.
Biotecnología Espacial: Es la rama más nueva y menos consolidada, busca formas de permitir la supervivencia de los seres vivos en el espacio, también investigando formas de permitir la terraformación de otros planetas.